# Nathanael Herreshoff
Nathanael Greene Herreshoff (* 18. März 1848 in Bristol, Rhode Island; † 2. Juni 1938 ebenda) war ein amerikanischer Yachtkonstrukteur, -designer und Bootsbauer.
Herreshoff war der erfolgreichste Yachtkonstrukteur in der Geschichte des America’s Cup (AC). Er baute zwischen 1893 und 1920 fünf siegreiche Segelyachten, die insgesamt sechsmal gewannen und das damalige Yachtdesign revolutionierten; heute wird diese Zeit gelegentlich als Herreshoff-Periode bezeichnet. Als Skipper „Capt. Nat“ führte er diese großen, sehr teuren und schnellen Yachten in den Regatten zum Teil selbst.

## Leben
Nach einem Maschinenbau-Studium am Massachusetts Institute of Technology arbeitete Herreshoff bei der Corliss Steam Engine Company. 1878 gründete er mit seinem Bruder John Brown Herreshoff die Herreshoff Manufacturing Company in Bristol auf Rhode Island. Auf deren Werft wurden neben Segelyachten auch schnelle dampfgetriebene Schiffe hergestellt, sowie die ersten Torpedoboote der U.S. Navy.
Herreshoff ging in der Yachtkonstruktion neue Wege, indem er auf eine maximale Länge in der Wasserlinie und riesige Segelflächen setzte. Charakteristisch bei seinen Entwürfen sind große Überhänge im Bug- und Heckbereich.
Die extreme und größte America’s-Cup-Yacht aller Zeiten war die Reliance von 1903. Sie maß mitsamt ihren weit überstehenden Spieren etwa 61 Meter (200 Fuß incl. Bugspriet und Großbaum), konnte 1.500 Quadratmeter Segelfläche tragen und benötigte 60 bis 70 Mann Besatzung.

## Ehrungen
- Aufgrund seiner besonderen Fähigkeiten im Yachtdesign und im Yachtbau bekam er schnell den Spitznamen Der Zauberer von Bristol (englisch: the Wizard of Bristol)
- Als eines der seltenen Ehrenmitglieder des New York Yacht Club (NYYC) wurde sein Name vor dem des Königs Georg V. und des Prince of Wales geführt.
- Für seine Leistungen als Konstrukteur im Rahmen des America’s Cup wurde er 1993 als Inductee (Ehrenmitglied) in die America’s Cup Hall of Fame aufgenommen.[2]

## Von Herreshoff entworfene oder gebaute Sieger-Yachten des America’s-Cups
- Vigilant – 1893
- Defender – 1895[3]
- Columbia – 1899, 1901
- Reliance – 1903
- Resolute – 1920[4]

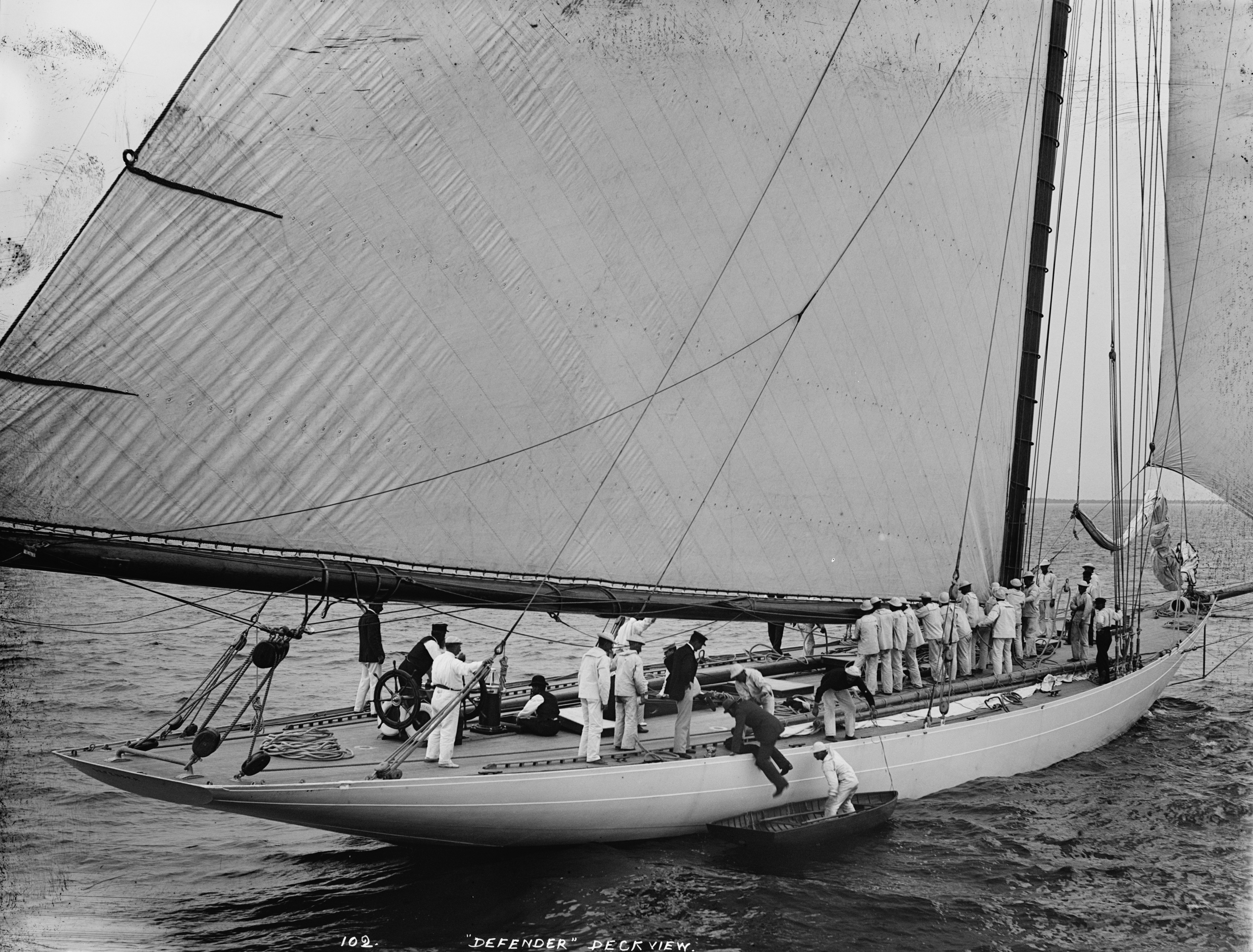
Defender, 1895

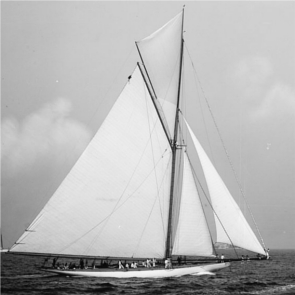
Columbia, 1899

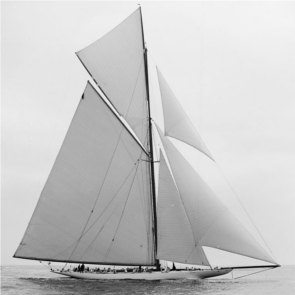
Reliance, 1903

- Enterprise – 1930 (entworfen von Starling Burgess)
- Rainbow – 1934 (entworfen von Starling Burgess)

## Zitate von Herreshoff
- »Es gibt zwei Farben für eine Yacht: Weiß oder Schwarz. Aber nur ein Narr würde sein Boot schwarz anmalen.«